# Contea di Louisa (Virginia)
La contea di Louisa (in inglese Louisa County ) è una contea dello Stato della Virginia, negli Stati Uniti. La popolazione al censimento del 2000 era di 25 627 abitanti. Il capoluogo di contea è Louisa.